# .nz
.nz – krajowa domena najwyższego poziomu przypisana do Nowej Zelandii. Jest Administrowana przez InternetNZ. We wrześniu 2022 roku było zarejestrowanych 750,200 domen .nz.

## Domeny Drugiego Poziomu

### Niemoderowane
- .nz – Domena NZ pierwszego poziomu, zastosowanie ogólne
- .ac.nz - Szkoły Wyższe i powiązane organizacje
- .co.nz - Organizacje realizujące cele i zadania komercyjne
- .geek.nz - Dla osób skoncentrowanych, uzdolnionych technicznie i obdarzonych wyobraźnią, które są ogólnie biegłe w obsłudze komputerów[2]
- .gen.nz - Osoby i organizacje nieuwzględnione w innych domenach
- .kiwi.nz - Dla osób lub organizacji, które kojarzą się z byciem "Kiwi" (potoczne określenie Nowozelandczyków).[3]
- .maori.nz - Maorysi, ich grupy i organizacje
- .net.nz - Organizacje i dostawcy usług bezpośrednio związani z Internetem w Nowej Zelandii
- .org.nz - Organizacje non-profit
- .school.nz - Szkoły podstawowe, średnie i przedszkola oraz powiązane organizacje

### Moderowane[4]
- .cri.nz – Crown Research Institutes
- .govt.nz - Krajowe, regionalne i lokalne organizacje rządowe. Rejestrator rządowy, DNS.govt.nz kontroluje rejestrację;
- .health.nz - Organizacje ochrony zdrowia
- .iwi.nz - Tradycyjne plemiona Maorysów, hapū lub Taura.
- .mil.nz - Organizacja wojskowa rządu Nowej Zelandii
- .parliament.nz - zarezerwowana dla agencji parlamentarnych, biur parlamentu oraz parlamentarnych partii politycznych i ich wybranych członków.